# Batalla d'Àulax
La batalla d'Àulax (també anomenada batalla de Filadelfia) fou una batalla decisiva que es va lliurar entre el mes d'abril i maig del 1304 a Àulax (Península d'Anatòlia) i va enfrontar la Companyia Catalana d'Orient, que servia l'emperador romà d'Orient, Andrònic II Paleòleg, contra la coalició de tropes turques de l'Emirat dels germiyànides (Gabella de Cesa) i de l'emirat de Tin (Gabella de Tin).

## Antecedents
Durant el 1302, tots els esforços militars de l'Imperi Romà d'Orient per aturar l'ofensiva dels turcs sobre Anatòlia havien resultat inútils. Davant d'aquesta situació, l'emperador romà, Andrònic II Paleòleg, contractà els serveis d'una unitat de mercenaris, la Companyia Catalana d'Orient, que desembarcà a Constantinoble el setembre del 1303. La primera acció militar contra els turcs tingué lloc pocs dies després de la seva arribada, quan derrotaren i exterminaren sistemàticament les tropes turques de l'Emirat de Karesi que assetjaven el Cap de l'Artaqui. Donada la proximitat de l'hivern però, la Companyia decidí hivernar al mateix Cap de l'Artaqui.

## Guerra contra els emirats turcs
La campanya del 1304 s'havia d'iniciar el mes d'abril i tenia per principal objectiu alliberar la ciutat romana d'Orient de Filadelfia, assetjada pels turcs de l'Emirat dels germiyànides. Però un enfrontament amb els mercenaris alans que formaven brigada amb la Companyia endarrerí l'inici de l'expedició. Després de l'enfrontament els mercenaris alans es negaren a continuar amb la Companyia, i tan sols uns 1.000 decidiren continuar sota les ordres de Roger de Flor. La campanya s'inicià finalment a primers de maig i les tropes de què disposava Roger de Flor sumaven uns 6.000 homes de la Companyia (1.500 homes a cavall i 4.500 almogàvers), 1.000 alans, i algunes unitats de romans d'Orient a les ordres del gran arcont Marules.
Transcorreguts uns dies de maig, la Companyia arribà a la ciutat romana d'Orient de Laquera i des d'allí travessaren les muntanyes i baixaren per la vall del riu Kaikos, caient per sorpresa sobre la ciutat de Germe, plaça forta romana d'Orient que s'havia rendit als turcs. Aquests, en tenir notícies de l'arribada de la Companyia, s'aparellaren ràpidament i iniciaren l'evacuació de la ciutat, però tot i la precipitació de la fugida, el turcs no pogueren evitar l'escomesa de catalans i aragonesos que atacaren durament la ressaga turca en la batalla de Germe.
Des de Germe, la Companyia reprengué la seva ruta travessant Chliara, on rebé petició d'ajut de diverses guarnicions romanes d'Orient. Però Roger de Flor es negà a dispersar les seves tropes, perquè la seva estratègia passava per reservar totes les tropes disponibles per a l'exèrcit de maniobra, evitant desgastar-lo en atacs menors o petites escaramusses; l'objectiu principal era el de socórrer Filadelfia, on Roger de Flor sabia que es trobava el gruix de les tropes turques de l'Emirat dels germiyànides i on trobaria la batalla decisiva. D'aquesta manera, la Companyia continuà el camí per Tiatira i s'internà en els primers contraforts de la vall del riu Hermos, per dirigir-se directament cap a Filadelfia.

## Batalla
Quan el bei Yakup bin Ali Şir fou informat de l'arribada de la Companyia, decidí aixecar el campament i s'aparellà per enfrontar-s'hi en un camp de batalla propici; en les obres de setge hi romangueren tan sols algunes unitats a fi d'evitar qualsevol sortida dels grecs assetjats de Filadelfia. L'allunyament de les murades resultava de vital importància per tal de presentar batalla a la Companyia, perquè en cas contrari podia donar-se la situació que enmig del combat entre la Companyia i els turcs, els grecs sortissin de la ciutat i pincessin els turcs enmig de dos fronts. Però tot i les disposicions del bei turc, la Companyia prengué contacte amb l'exèrcit turc a l'albada prop d'Àulax, situat a tan sols un jorn de distància de Filadelfia. La Companyia havia recorregut els 140 km que separaven Germe de Filadelfia a marxes forçades, i gràcies a la seva rapidesa tornava a agafar les tropes turques a contrapeu.
Les tropes conjuntes dels emirats turcs totalitzaven uns 8.000 homes a cavall, bàsicament cavalleria lleugera, i uns 12.000 homes a peu, inclosos els temibles arquers turcs. Per fer-los front, Roger de Flor comptava amb uns 3.000 homes a cavall (1.500 de la Companyia, 1.000 alans i 500 romans d'Orient), i uns 5.000 homes a peu entre els almogàvers i els romans d'Orient. Després de prendre contacte i reconèixer el terreny, ambdós exèrcits començaren a desplegar-se en formació de batalla pel camp. Roger de Flor es posà al capdavant de la cavalleria, dividint les seves tropes en 3 grups en funció del seu origen ètnic: d'una banda els homes a cavall de la Companyia, després els alans, i finalment els grecs; per la seva part, Corberan d'Alet, comandant en cap de la infanteria, organitzà la infanteria de la mateixa manera en tres cossos.
Finalment, després de llançar els seus crits de guerra, la infanteria lleugera almogàver es llançà a l'atac. L'avenç dels almogàvers fou respost per les tropes turques de manera sistèmica amb el disparament dels arquers turcs; però en aquest cas, la superioritat tàctica de la infanteria lleugera almogàver es mostrà novament decisiva, atès que la rapidesa de la càrrega almogàver impedí que les fletxes els caigueren al damunt. Els almogàvers es llençaven a l'atac a pit descobert, sense disposar de cap tipus d'arma defensiva, convertint la velocitat en un element tàctic de vital importància, car qualsevol pèrdua de temps podia ocasionar un catastròfic nombre de baixes. Finalment la càrrega dels almogàvers arribà sobre les línies turques i començaren a clarejar les seves línies provant de trencar la seva formació.
Per la seva banda, Roger de Flor menà la seva cavalleria pesant contra la cavalleria lleugera turca. Tot i la inferioritat numèrica, Roger de Flor aconseguí d'aturar les envestides turques que provaven de rodejar els almogàvers pels flancs amb l'objectiu d'encalçar-los per darrere i esclafar-los contra la infanteria turca. Gràcies a aquesta cobertura, les tropes almogàvers continuaren obrint clarianes entre els turcs i progressivament trencaren la seva formació. Passat el migdia, a l'hora Nona, el centre de la formació turca col·lapsà i Yakup bin Ali Şir caigué ferit; ràpidament fou retirat del camp de batalla i les tropes turques iniciaren la fugida de manera desorganitzada, quedant exposants a la cacera de la cavalleria de Roger de Flor. Dels turcs, tan sols pogueren escapar en vida 1.000 homes a cavall i 500 homes a peu, quedant morts, ferits o capturats 7.000 homes a cavall i 11.500 homes a peu. Per la part de les tropes de Roger de Flor, tan sols moriren 80 de a cavall, i 100 de peu.

## Alliberament de Filadelfia
Després de la retirada general dels turcs, les tropes de Roger de Flor retornaren al seu campament prop d'Àulax. Reorganitzades les tropes, la Companyia es dedicà a assegurar la zona i a pentinar sistemàticament el territori a la cacera de tropes enemigues colgades. Després de 8 dies al campament i havent assegurant el perímetre de la ciutat, les tropes de Roger de Flor s'aparellaren per fer l'entrada triomfal a la ciutat. Filadelfia havia estat salvada del domini islàmic i els exèrcits dels emirats dels germiyànides (Gabella de Cesa) i de Tin (Gabella de Tin) havien estat destruïts.
El megaduc Roger de Flor s'aproximà a les portes de la ciutat, que s'obriren per primer cop després de més de dos anys de setge; de la ciutat en sortiren els magistrats, que seguits pel poble, reteren agraïment i homenatge a Roger de Flor. Seguidament, el militar italo-germànic travessà les murades de Filadelfia en desfilada triomfal, portant les ensenyes del rei d'Aragó, del rei de Sicília i les de l'Imperi Romà d'Orient; rere seu marxaven les tropes imperials gregues, després la cavalleria alana i finalment, la victoriosa host almogàver arrossegant els turcs capturats.

## Vers la ubicació de la batalla
La localització exacta d'Àulax és encara hui en dia controvertida; tampoc la data exacta de la batalla es pot determinar.